# 가호정
가호정(嘉穂町)은 일본 후쿠오카현 중앙에 위치했던 정이다. 2006년 3월 27일에 대등합병해 가미시가 되었다.

## 지리
후쿠오카현 중부, 지쿠호 지구의 남단, 후쿠오카시에서 동쪽으로 약 40km, 기타큐슈시에서 남쪽으로 약 55km, 이이츠카시에서 남동쪽으로 약 10km 떨어진 곳에 위치하고 있다. 마을의 북부는 지쿠호 분지의 남단에 해당하며, 마을의 중심부이다. 마을의 서부, 남부, 동부는 700m~1,000m급 산들이 이어지는 산지이다. .

## 역사
- 1889년 4월 1일 - 정촌제 시행에 의해 센즈촌, 미야노촌, 아시지로촌이 성립하였다.
- 1896년 2월 26일 - 군제 시행으로 모든 정촌들이 아사쿠라군에 속하게 되었다.
- 1955년 1월 1일 - 오구마정, 센즈촌, 미야노촌, 아시지로촌이 신설합병해 가호정이 되었다.
- 2006년 3월 27일 -  야마다시, 우스이정, 이나쓰키정과 합병해 가미시가 성립해, 자치체는 소멸하였다.

## 교통

### 도로
- 국도 211호선
- 국도 322호선